# پاک چل جین
پاک چل جین (انگلیسی: Pak Chol-jin؛ زادهٔ ۵ سپتامبر ۱۹۸۵) یک بازیکن فوتبال اهل کره شمالی است.
وی همچنین در تیم‌های ملی فوتبال کره شمالی بازی کرده‌است.